# Neuri

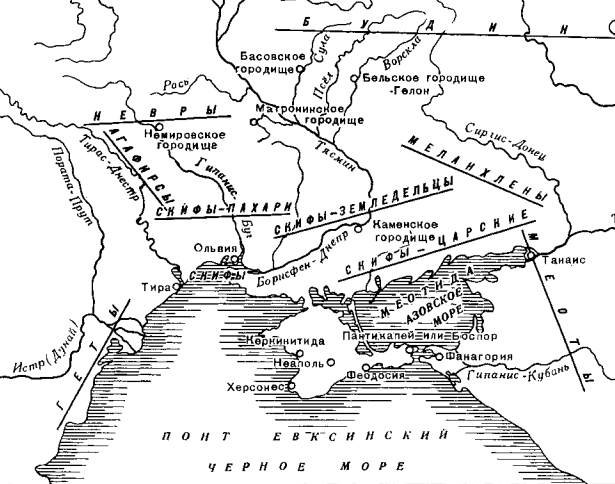
Mapa que muestra a Neuri y otros pueblos y estados vecinos.

Los neuri (latín neuri, griego neuroi) fue un pueblo del norte de Europa que Heródoto situó entre Polonia y Lituania en la región occidental del Bug. Era un pueblo que tenía similitudes con los escitas, pero a diferencia de estos probablemente su origen era eslavo; tenían fama de brujos y hechiceros y seguramente es el mismo pueblo que Claudio Ptolomeo menciona como navari (en griego nauaroi) en su geografía.

## Cita de Heródoto
Según Heródoto los neuros tuvieron que migrar de su tierra de origen «una generación anterior al ataque del rey persa, Darío I en el 512 a. C. por una invasión de serpientes». También menciona un relato de los «escitas» que afirmaba que los neuris se transformaban en lobos una vez al año, aunque no daba crédito a tal afirmación. Posiblemente era una referencia a los ritos chamánicos a los que se les asociaba.

## Interpretaciones
En el siglo XVIII, el historiador sueco, Olof von Dalin escribió que los neuris era un pueblo de raza mixta: escitas, griegos y hebreos que acompañaban a los rebaños escitas y sus pastores, a islas suecas alrededor del año 400 a. C. Este éxodo era resultado de la presión de los macedonios y afirmó que eran ancestros comunes de fineses, samis y estonios.

Parece que los neuri que son un remanente de las tribus perdidas de Israel a quienes Salmanasar V, rey de Asiria, llevó como cautivos fuera de Canaan [...] el idioma de los antiguos fineses, lapones y estonios tiene similitudes e incluso el nuevo año se celebraba a principios de marzo, y el sábado era su festivo como el Sabbath, uno se plantea muy seriamente que el origen de los neuri con toda probabilidad, fue ese.
Olof von Dalin

Esta teoría, no obstante, ha sido descartada por investigadores y lingüistas modernos que no han encontrado conexiones entre las lenguas urálicas y las lenguas semíticas.

## Geografía

### Hidronimia y toponimia
Posiblemente, el origen del nombre del río Narew (llamado Naura por los lituanos) se deba a los nauri. El pueblo que habitaba en la región adyacente al naura eran bálticos en aquel tiempo y se conservan nombres de poblaciones como Nur, cerca del bosque de Bialowieza (en Polonia). El río Nurzec, con claras referencias a los neuri, también se encuentra en la misma región.